# Cf. Peroryctes tedfordi
Cf. Peroryctes tedfordi is een fossiele buideldas uit het geslacht Peroryctes die gevonden is in het Vroeg-Plioceen van Hamilton in Victoria (Zuidoost-Australië). Het is niet volledig zeker of deze soort tot Peroryctes behoort; dat is de reden voor het "cf." voor de naam. Deze soort is slechts bekend van een groot aantal losse tanden en van een deel van een humerus (opperarmbeen) dat waarschijnlijk als cf. P. tedfordi kan worden geïdentificeerd. Cf. P. tedfordi is mogelijk een verbinding tussen Yarala en de levende buideldassen. De tanden zijn zeer klein; alleen die van Yarala en Perameles bowensis zijn kleiner onder de buideldassen. De eerste onderkies (m1) is 2,09 millimeter bij 1,22 tot 129 millimeter groot, de tweede en de derde (m2 en m3; het verschil is vaak niet te zien) zijn 2,08 tot 2,59 millimeter bij 1,33 tot 1,45 millimeter groot. De twee eerste bovenkiezen (M1) die zijn gevonden zijn 2,14 en 2,15 millimeter lang.
Peroryctes broadbenti · Grote buideldas (Peroryctes raffrayanus) · cf. Peroryctes tedfordi